# Zofia Mitał
Zofia Mitał (ur. w 1940 w Brzezówce k. Rzeszowa) – polska artystka rzeźbiarka.
Jest absolwentką Państwowego Liceum Sztuk Plastycznych w Jarosławiu. Studiowała na Wydziale Rzeźby Akademii Sztuk Pięknych w Krakowie. Dyplom uzyskała w 1969 roku u prof. Pugeta. 
Po ukończeniu studiów zamieszkała w Rzeszowie. Jest członkiem Polskiego Związku Artystów Plastyków. W latach osiemdziesiątych XX wieku zaczęła uprawiać rzeźbę sakralną.

## Wybrane dzieła
- rzeźbione drzwi z brązu w głównym wejściu do katedry rzeszowskiej (1991 r.)[2][3][4]
- drzwi w głównym wejściu do rzymskokatolickiej katedry przemyskiej[4]
- spiżowe drzwi głównego wejścia do bazyliki Wniebowzięcia Najświętszej Maryi Panny w Rzeszowie (2010)[5]
- statuetka Dobrego Pasterza będąca nagrodą przyznawaną od 2003 r. przez Caritas Archidiecezji Przemyskiej[6]

## Wystawy i nagrody
- Stypendium im. Stelli Sas-Korczyńskiej (1970)[1]
- indywidualna i zbiorowa w Mediolanie (1970)[4]
- indywidualna i zbiorowa w Rzeszowie[4]